# أكاديمية باشاك شهير للعلوم العربية والإسلامية
أكاديمية باشاك شهير للعلوم العربية والإسلامية (بالتركية: Başakşehir İslam Akademisi اختصارا B.I.A) هي أكاديمية خاصة تقع في منطقة باشاك شهير بـإسطنبول. وهي مؤسسة تُعنى بدراسة العلوم الإسلامية دراسة متخصصة، في مرحلة ما بعد مستوى التعليم الثانوي وما يعادله.

## الأقسام
أكاديمية عبارة عن 6 كليات، وهي:
1. كلية القرآن الكريم والقراءات
2. كلية الشريعة
3. كلية الاقتصاد الإسلامي
4. كلية الدعوة والإعلام
5. كلية التاريخ والحضارة الإسلامية
6. كلية اللغة العربية وآدابها

## مدة الدراسة
مدة الدراسة في الأكاديمية 4 سنوات متتالية، والدراسة فيها باللغة العربية.
يمنح بعدها الخريج شهادة البكالوريوس في اختصاصه.

## الدور
وتقصد أكاديمية باشاك شهير للعلوم العربية والإسلامية أن تقوم بثلاثة أدوار:
الأول: تعليمي، يراد منه رفد المؤسسات الدينية والأكاديمية بكوادر في مستوى التعليم العالي مؤهلة في مجال اختصاصات الأكاديمية.
الثاني: تأهيلي، يراد منه تدريب العاملين في مجالات العمل الديني والإسلامي، والمهتمِّين به من غير خريجي الأكاديمية، ويرغبون في الخضوع لدورات تدريبية في مجال عمل الأكاديمية ونشاطاتها.
الثالث: بحثي، يراد منه تقديم الاستشارات في المجالات التي تحتاج إليها المؤسسات الدينية، والأكاديمية، والبحثية، والجهات المهتمة.

## الهيئة التدريسية
د. محمد مجير الخطيب الحسني

د. أحمد محمد علي صوّان

د. أحمد محمد سعيد السعدي

د. بسام محمد صهيوني

د. جبر شحود الهلُّول

د. عبد الجواد حمام

د. يحيى قاسم الحوري

د. عبد الكريم مصطفى جاموس

د. عارف أسعد جمعة

## وصلات خارجية
- موقع الأكاديمية.